# Nick Blackman
Nicholas Alexander „Nick“ Blackman (* 11. November 1989 in Salford) ist ein englischer Fußballspieler, der zuletzt bis Sommer 2021 bei Maccabi Tel Aviv unter Vertrag stand.

## Karriere

### Macclesfield Town
Blackman begann seine Profikarriere beim englischen Drittligisten Macclesfield Town, wo er im März 2007 seinen ersten Profivertrag unterzeichnete, nachdem er bereits bei Manchester United, Preston North End und dem FC Bury zur Probe trainiert hatte. Sein Debüt für die Silkmen gab er gegen Accrington Stanley, konnte jedoch in den folgenden Monaten nicht ins Ligageschehen eingreifen, da er eine Verletzung in der Saisonvorbereitung erlitt. Sein erstes Profitor gelang ihm beim 1:1 seiner Mannschaft gegen Dagenham & Redbridge.

### Blackburn Rovers
Trotz der verhältnismäßig geringen Zahl von 12 Einsätzen in drei Jahren konnte er in einem Probetraining beim englischen Premier-League-Vertreter Blackburn Rovers überzeugen. Die Rovers unter Trainer Sam Allardyce sicherten sich die Dienste des Stürmers, der dadurch der erste in England geborene und aufgewachsene jüdische Fußballer der Premier League wurde.
Schnell wurde klar, dass Blackman zu diesem Zeitpunkt weiter Spielpraxis sammeln musste, sodass er in den folgenden Jahren an verschiedene Vereine ausgeliehen wurde. Bereits im März selben Jahres wurde er für einen Monat und später bis zum Ende der Saison 2008/09 an den Zweitligisten FC Blackpool verliehen.
In der nächsten Spielzeit kehrte er in die Football League Two zurück, um für einen Monat für Oldham Athletic zu stürmen. Auch dieses Leihgeschäft wurde verlängert, sodass er erst im Januar 2010 nach Blackburn zurückkehrte. Im Anschluss kam er in der zweiten Mannschaft der Rovers unter und konnte dort in zehn Spielen drei Tore erzielen.
Noch immer hatte Blackman kein Spiel für seinen eigentlich Arbeitgeber absolviert und auch in der Saison 2010/11 sollte sich dies nicht ändern, da er bereits im August für sechs Monate in die Scottish Premier League zum FC Motherwell verliehen wurde. Im November gelang ihm im Spiel gegen den FC St. Johnstone (4:0) ein „lupenreiner“ Hattrick.
Nachdem das Leihgeschäft nach den sechs Monaten beendet war, nahm ihn Craig Brown, sein Trainer beim FC Motherwell, mit zum FC Aberdeen, da auch er dort eine neue Stelle antrat. Blackman verpflichtete sich dort ebenfalls für ein halbes Jahr.
Zur Saison 2011/12 stand Blackman erstmals im Kader der Blackburn Rovers. Bereits am ersten Spieltag kam er zu seinem Einsatz, als er im Spiel gegen die Wolverhampton Wanderers eingewechselt wurde.

### Sheffield United
Im Sommer 2012 wechselte Blackman zu Sheffield United in die Football League One. Dort unterschrieb er einen Zweijahresvertrag und konnte sich in der Folgezeit in die Startelf spielen. Nach nur einem halben Jahr wechselte er bereits weiter zum Erstligisten FC Reading, wo er einen Vertrag bis zum Ende der Saison 2015/16 unterschrieb.